# Ateuchus
Genre
Ateuchus est un genre d'insectes coléoptères de la famille des scarabéidés, renfermant de gros bousiers de l’Ancien Monde.

## Liste des sous-genres
- Ateuchus (Ateuchus) Weber, 1801
- Ateuchus (Lobidion) Génier, 2010